# آمیسان (گنگ وون)
آمیسان (به لاتین: Amisan) یک کوه در کره جنوبی است که در کره جنوبی واقع شده‌است. آمیسان ۹۶۰٫۸ متر بالاتر از سطح دریا واقع شده‌است.